# ارهارت راوس
ارهارد راوس (به آلمانی: Erhard Raus) (زاده ۸ ژانویه ۱۸۸۹، مرگ ۳ آوریل ۱۹۵۶) یک ژنرال اتریشی در دوره رایش سوم و از ۱۰ نوامبر ۱۹۴۳ تا ۲۱ آوریل ۱۹۴۳ فرمانده لشکر چهارم زرهی آلمان و ۲۱ آوریل ۱۹۴۴ تا ژوئیه ۱۹۴۴ فرمانده لشکر اول زرهی آلمان و ۱۶ اوت ۱۹۴۴ تا ۱۰ مارس ۱۹۴۵ فرمانده لشکر سوم زرهی آلمان بود.